# Columbia (raketoplán)

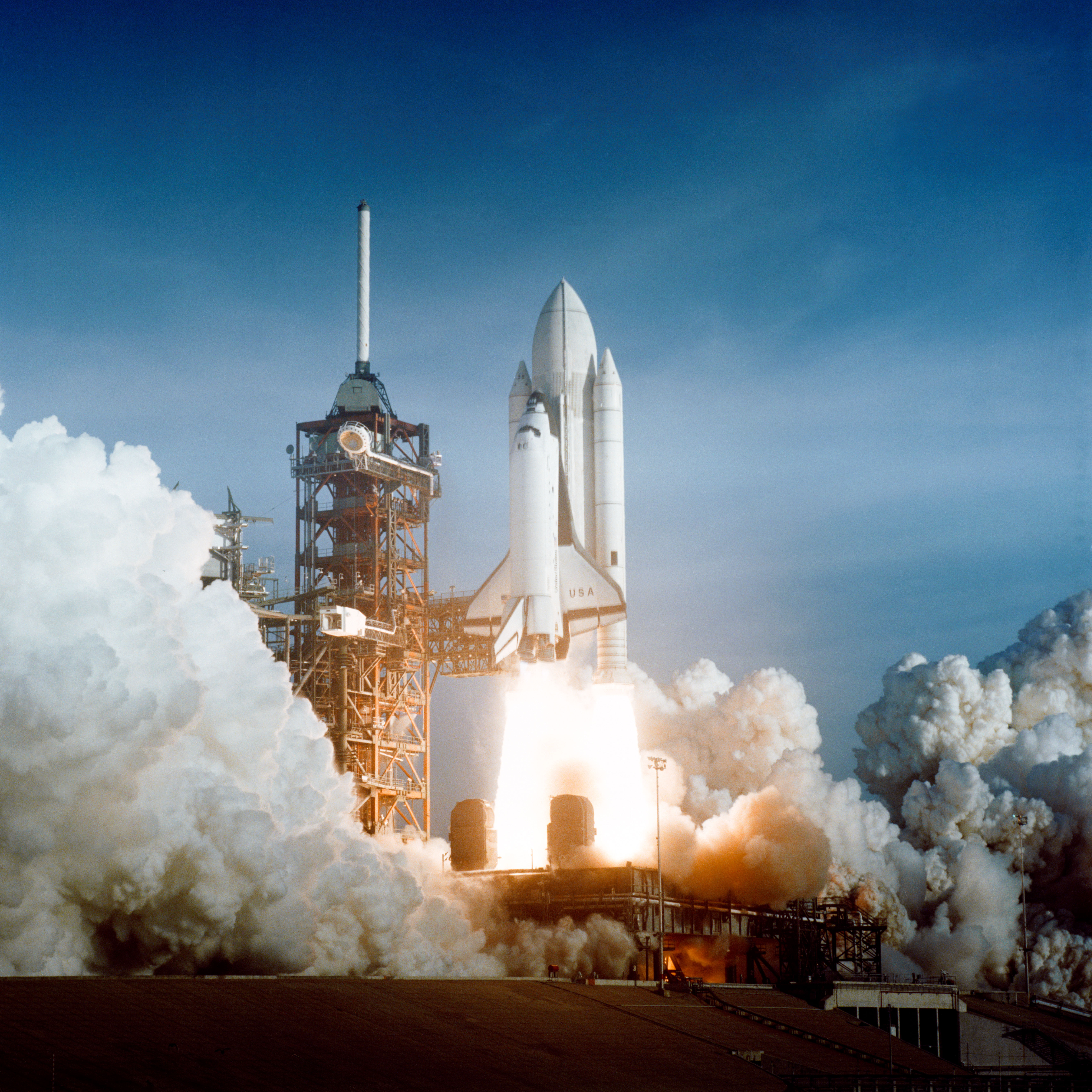
Start Columbie při misi STS-1

Columbia byl raketoplán NASA (ev. č. OV-102), vypuštěný jako první na oběžnou dráhu. Jeho první mise STS-1 trvala od 12. dubna do 14. dubna 1981. Columbia byla zničena 1. února 2003 při havárii během návratu ze své 28. mise. Všech sedm astronautů na palubě zahynulo.
Stavba Columbie začala v roce 1975 v Palmdale v Kalifornii. Svůj název dostala podle lodi jménem Columbia, které velel Američan Robert Gray a která jako první americká loď obeplula svět. Název byl vybrán i k poctění velitelského modulu Apolla 11, taktéž nazvaného Columbia. Po dokončení výroby byl raketoplán 25. března 1979 dopraven do Kennedyho vesmírného střediska na Floridě a začal být připravován na svou první misi. 19. března 1981 došlo během pozemních testů k nehodě, při níž došlo k úniku dusíku a dva lidé zahynuli.
První misi (STS-1) velel zkušený John Young a pilotem byl nováček Robert Crippen. Columbia byla na oběžné dráze od 12. do 14. dubna 1981 a Zemi oběhla 36krát. V roce 1983 se uskutečnila první mise se šesti astronauty (STS-9), mezi nim byl i první neameričan na palubě raketoplánu Ulf Merbold. 12. ledna 1986 vynesla Columbia na oběžnou dráhu prvního amerického hispánce, kterým byl Franklin Chang-Diaz a také prvního člena Sněmovny reprezentantů, Billa Nelsona. Další prvenství si Columbia připsala 5. března 1998, kdy NASA jmenovala velitelkou další mise raketoplánu Columbia Eileen Collinsovou, která se tak stala první velitelkou raketoplánu.

## Zkáza Columbie
Posádku raketoplánu Columbia při její poslední misi STS-107 tvořilo sedm astronautů, Rick D. Husband (velitel), William C. McCool (pilot), Michael P. Anderson, Laurel Clarková, David M. Brown, Kalpana Chawlaová a první izraelský astronaut Ilan Ramon. Ráno 1. února 2003 vstoupil raketoplán do atmosféry po šestnáctidenní vědecké misi. NASA ztratila s raketoplánem kontakt okolo 9 hodin EST, pouze několik minut před přistáním plánovaným na 9:16 na Kennedyho vesmírném středisku. Podle záběrů z povrchu se Columbia rozpadla nad Texasem ve výšce asi 63 km při rychlosti 5,6 km/s. Všichni astronauti na palubě zahynuli.
V měsících následujících po tragédii zjistili inženýři NASA, že během startu se z externí palivové nádrže odtrhl kousek hmoty a narazil do křídla raketoplánu, do kterého udělal díru. Při sestupu do atmosféry se do poškozeného křídla dostal horký vzduch, který narušil jeho strukturu a způsobil rozpad raketoplánu.
Po zničení Columbie byly lety raketoplánů zastaveny a k jejich obnovení došlo až v roce 2005, kdy byl do vesmíru vyslán raketoplán Discovery.

## Seznam misí
Raketoplán Columbia vykonal 28 misí, při kterých strávil ve vesmíru 300,74 dní, Zemi oběhl 4 808krát a uletěl celkem 201 497 772 km.
| Datum startu      | Označení | Cíl mise |
| ----------------- | -------- | --- |
| 12. duben 1981    | STS-1    | První zkušební let raketoplánu do vesmíru                                                                                            |
| 12. listopad 1981 | STS-2    | Druhý zkušební let |
| 22. březen 1982   | STS-3    | Třetí zkušební let a testy manipulátoru RMS                                                                                          |
| 27. červen 1982   | STS-4    | Čtvrtý a poslední zkušební let raketoplánu                                                                                           |
| 11. listopad 1982 | STS-5    | První operační let raketoplánu, kdy byla vypuštěna dvojice komunikačních družic                                                      |
| 28. listopad 1983 | STS-9    | První let evropské kosmické laboratoře Spacelab-1                                                                                    |
| 12. leden 1986    | STS-61-C | Vypuštění komunikačního satelitu Satcom Ku-1, experimenty                                                                            |
| 8. srpen 1989     | STS-28   | Vojenský let raketoplánu |
| 9. leden 1990     | STS-32   | Vypuštění komunikační družice Syncom 4 F-5, zachycení a návrat na Zemi satelitu LDEF                                                 |
| 2. prosinec 1990  | STS-35   | Astronomická pozorování |
| 5. červen 1991    | STS-40   | Let laboratoře Spacelab SLS-1 |
| 25. červen 1992   | STS-50   | Let laboratoře Spacelab USML-1 |
| 22. říjen 1992    | STS-52   | Vypuštění italské družice LAGEOS, experimenty                                                                                        |
| 26. duben 1993    | STS-55   | Let laboratoře Spacelab-D2 |
| 18. říjen 1993    | STS-58   | Let laboratoře Spacelab SLS-2 |
| 4. březen 1994    | STS-62   | Pokusy se souborem přístrojů USMP-2                                                                                                  |
| 8. červenec 1994  | STS-65   | Let laboratoře IML-2 |
| 20. říjen 1995    | STS-73   | Let laboratoře Spacelab USML-2 |
| 22. únor 1996     | STS-75   | Zopakování pokusu s družicí TSS viz Atlantis STS-46                                                                                  |
| 20. červen 1996   | STS-78   | Let laboratoře Spacelab-LMS |
| 19. listopad 1996 | STS-80   | Vypuštění a znovuzachycení trojice volně létajících plošin                                                                           |
| 4. duben 1997     | STS-83   | Let laboratoře Spacelab MSL |
| 1. červenec 1997  | STS-94   | Zopakování vědeckého letu Spacelab MSL z mise STS-83                                                                                 |
| 19. listopad 1997 | STS-87   | Vypuštění a znovuzachycení družice Spartan-201, pozorování s pomocí přístrojů USMP-4                                                 |
| 17. duben 1998    | STS-90   | Let laboratoře Spacelab |
| 23. červenec 1999 | STS-93   | Vypuštění observatoře Chandra. Poprvé v historii kosmonautiky letěla žena ve funkci velitele vesmírné lodi                           |
| 1. březen 2002    | STS-109  | Čtvrtý servisní let k Hubbleovu kosmickému teleskopu                                                                                 |
| 16. leden 2003    | STS-107  | Vědecký let s laboratoří Spacehab-RDM. Při přistávacím manévru dne 1. února 2003 došlo ke zničení raketoplánu, celá posádka zahynula |